# Блек енд вајт (виски)
Блек енд вајт (енгл. Black & White) је мешани шкотски виски. Први пут га је произвела мешаоница вискија из Лондона коју је основао Џејмс Бјукенан (британски трговац и произвођач вискија).
У почетку познат као „Хаус оф комонс“ (дат по енгл. House of Commons - што је назив за Доњи дом британског парламента), његов надимак који одговара црно-белој налепници, (црно - енгл. black и бело - енгл. white) усвојен је касније као званични бренд овог пића. Мотив овог бренда (који истиче црног шкотског теријера и Вест-хајлендског белог теријера) замислио је Џејмс Бјукенан лично током 1890-их. После серије интеграција компанија као што су, Дјуарс (Dewar's) (1915), Дестилерс компанија (The Distillers Company) и Гинис (Guinness) (које су формирале Уједињене дестилерије (United Distillers), бренд је сада у власништву Дијаџиоа (Diageo). Тврди се да је најуспешнији у Француској, Венецуели и Бразилу.